# Elisabeth Ohlson Wallin
Elisabeth Ohlson, wcześniej Ohlson Wallin (ur. 28 maja 1961 w Skara, zm. 30 października 2024) – szwedzka fotografka, artystka wizualna i aktywistka lesbijska związana ze Sztokholmem. Jej prace poruszały tematy religii i seksualności; prezentowała w nich mniejszości seksualne m.in. homoseksualistów, transseksualistów i transwestytów. W swojej wystawie Ecce Homo (1998 r.) ukazywała, że Jezus zwracał się do ówczesnych wyrzutków ze społeczeństwa. Wśród prac znalazło się m.in. zdjęcie stanowiące odtworzenie sceny z Ostatniej Wieczerzy Leonarda da Vinci. Z protestem wobec tej pracy wystąpił wtedy oficjalnie Watykan. Za tę wystawę otrzymała honorowy tytuł Årets Homo, określaną jako homoseksualista roku.